# Насау
Насау је главни град и комерцијални центар Бахама. Према проценама из 2016. године у граду живи 274.400 становника, што представља 70% становништва Бахама (≈391,000). Линден Пиндлинг међународни аеродром, највећи аеродром Бахама, се налази 16 km западно од Насауа и има дневне летове за највеће градове САД, Канаду, Уједињено Краљевство и Карибе. Град је лоциран на острву Њу Провиденс, која функционише попут пословне четврти. У Насау се налази Градска скупштина и различита правосудна одељења. Ово место се историјски сматрало упориштем пирата. Град је назван у част Вилијама III Оранског, принца од Орање-Насау, што је име изведено из Насау у Немачкој.

## Географија

### Клима
Насау има климу тропске саване (Köppen: Aw), која се граничи са тропском монсунском климом (Köppen: Am), са топлим влажним летима и благим сувим зимама. Град се налази на острву Њу Провиденс. Тропска клима и природне лепоте Бахама чине Насау популарном туристичком дестинацијом. Близина САД (290 km од Мајамија) утичу на његову популарност, нарочито после забране Американцима да путују у Кубу. Летња температура ретко прелаз 33  °C, а зими температура се креће између 20° и 26  °C и ретко пада испод 10  °C. Главна атракција града је хотел Атлантис Парадајс, туристички комплекс у коме је запослено преко 6000 Бахамаца, који се налази прекопута Насауа на острву Парадајс Ајланд.
| Клима Насау (Међународни аеродром Линден Пиндлинг) 1991-2020, елевација: 7 m or 23 ft, екстреми 1980-садашњост | Клима Насау (Међународни аеродром Линден Пиндлинг) 1991-2020, елевација: 7 m or 23 ft, екстреми 1980-садашњост | Клима Насау (Међународни аеродром Линден Пиндлинг) 1991-2020, елевација: 7 m or 23 ft, екстреми 1980-садашњост | Клима Насау (Међународни аеродром Линден Пиндлинг) 1991-2020, елевација: 7 m or 23 ft, екстреми 1980-садашњост | Клима Насау (Међународни аеродром Линден Пиндлинг) 1991-2020, елевација: 7 m or 23 ft, екстреми 1980-садашњост | Клима Насау (Међународни аеродром Линден Пиндлинг) 1991-2020, елевација: 7 m or 23 ft, екстреми 1980-садашњост | Клима Насау (Међународни аеродром Линден Пиндлинг) 1991-2020, елевација: 7 m or 23 ft, екстреми 1980-садашњост | Клима Насау (Међународни аеродром Линден Пиндлинг) 1991-2020, елевација: 7 m or 23 ft, екстреми 1980-садашњост | Клима Насау (Међународни аеродром Линден Пиндлинг) 1991-2020, елевација: 7 m or 23 ft, екстреми 1980-садашњост | Клима Насау (Међународни аеродром Линден Пиндлинг) 1991-2020, елевација: 7 m or 23 ft, екстреми 1980-садашњост | Клима Насау (Међународни аеродром Линден Пиндлинг) 1991-2020, елевација: 7 m or 23 ft, екстреми 1980-садашњост | Клима Насау (Међународни аеродром Линден Пиндлинг) 1991-2020, елевација: 7 m or 23 ft, екстреми 1980-садашњост | Клима Насау (Међународни аеродром Линден Пиндлинг) 1991-2020, елевација: 7 m or 23 ft, екстреми 1980-садашњост | Клима Насау (Међународни аеродром Линден Пиндлинг) 1991-2020, елевација: 7 m or 23 ft, екстреми 1980-садашњост |
| Показатељ \ Месец                                                                                              | .Јан. | .Феб. | .Мар. | .Апр. | .Мај. | .Јун. | .Јул. | .Авг. | .Сеп. | .Окт. | .Нов. | .Дец. | .Год. |
| --- | --- | --- | --- | --- | --- | --- | --- | --- | --- | --- | --- | --- | --- |
| Апсолутни максимум, °C (°F)                                                                                    | 31,5 (88,7) | 31,8 (89,2) | 33 (91,4) | 34,5 (94,1) | 35,3 (95,5) | 36,5 (97,7) | 36 (96,8) | 35,9 (96,6) | 35,2 (95,4) | 34,5 (94,1) | 33,4 (92,1) | 31,7 (89,1) | 36,5 (97,7) |
| Максимум, °C (°F)                                                                                              | 26,1 (78,9) | 26,6 (79,9) | 27,2 (80,9) | 28,7 (83,7) | 30,2 (86,4) | 31,8 (89,2) | 32,7 (90,9) | 32,8 (91,0) | 32,2 (89,9) | 30,6 (87,0) | 28,3 (82,9) | 26,8 (80,3) | 29,5 (85,08)                                                                                                   |
| Просек, °C (°F)                                                                                                | 22,2 (71,9) | 22,4 (72,4) | 23,1 (73,6) | 24,6 (76,3) | 26,2 (79,2) | 28,1 (82,5) | 28,9 (84,1) | 28,9 (84,1) | 28,3 (82,9) | 27,1 (80,7) | 24,7 (76,4) | 23,2 (73,7) | 25,64 (78,15)                                                                                                  |
| Минимум, °C (°F)                                                                                               | 18,2 (64,8) | 18,5 (65,3) | 19,1 (66,4) | 21 (69,8) | 22,4 (72,3) | 24,2 (75,6) | 25 (77,0) | 25 (77,0) | 24,7 (76,4) | 23,6 (74,5) | 21,2 (70,1) | 19,6 (67,2) | 21,88 (71,37)                                                                                                  |
| Апсолутни минимум, °C (°F)                                                                                     | 7,9 (46,3) | 8,5 (47,3) | 9,8 (49,6) | 12,6 (54,7) | 14,5 (58,1) | 17,7 (63,8) | 20,6 (69,1) | 19 (66,2) | 18,9 (66,0) | 15 (59,0) | 12,7 (54,9) | 9,7 (49,5) | 7,9 (46,3) |
| Количина падавинаmm (in)                                                                                       | 44,7 (1,76) | 48,3 (1,90) | 54,1 (2,13) | 73,9 (2,91) | 139,2 (5,48)                                                                                                   | 220 (8,66) | 158,2 (6,23)                                                                                                   | 211,1 (8,31)                                                                                                   | 195,6 (7,70)                                                                                                   | 150,6 (5,93)                                                                                                   | 86,6 (3,41) | 43,2 (1,70) | 1.425,5 (56,12)                                                                                                |
| Дани са падавинама (≥ 1.0 mm)                                                                                  | 7 | 5 | 6 | 7 | 10 | 15 | 16 | 18 | 17 | 13 | 9 | 7 | 130 |
| Сунчани сати — месечни просек                                                                                  | 226 | 224 | 251 | 282 | 282 | 240 | 267 | 260 | 222 | 236 | 219 | 211 | 2.920 |
| Извор: Bahamas Department of Meteorology                                                                       | | | | | | | | | | | | | |

| Клима Насау (Међународни аеродром Линден Пиндлинг), елевација: 7 m or 23 ft, 1961-1990 нормале и екстреми | Клима Насау (Међународни аеродром Линден Пиндлинг), елевација: 7 m or 23 ft, 1961-1990 нормале и екстреми | Клима Насау (Међународни аеродром Линден Пиндлинг), елевација: 7 m or 23 ft, 1961-1990 нормале и екстреми | Клима Насау (Међународни аеродром Линден Пиндлинг), елевација: 7 m or 23 ft, 1961-1990 нормале и екстреми | Клима Насау (Међународни аеродром Линден Пиндлинг), елевација: 7 m or 23 ft, 1961-1990 нормале и екстреми | Клима Насау (Међународни аеродром Линден Пиндлинг), елевација: 7 m or 23 ft, 1961-1990 нормале и екстреми | Клима Насау (Међународни аеродром Линден Пиндлинг), елевација: 7 m or 23 ft, 1961-1990 нормале и екстреми | Клима Насау (Међународни аеродром Линден Пиндлинг), елевација: 7 m or 23 ft, 1961-1990 нормале и екстреми | Клима Насау (Међународни аеродром Линден Пиндлинг), елевација: 7 m or 23 ft, 1961-1990 нормале и екстреми | Клима Насау (Међународни аеродром Линден Пиндлинг), елевација: 7 m or 23 ft, 1961-1990 нормале и екстреми | Клима Насау (Међународни аеродром Линден Пиндлинг), елевација: 7 m or 23 ft, 1961-1990 нормале и екстреми | Клима Насау (Међународни аеродром Линден Пиндлинг), елевација: 7 m or 23 ft, 1961-1990 нормале и екстреми | Клима Насау (Међународни аеродром Линден Пиндлинг), елевација: 7 m or 23 ft, 1961-1990 нормале и екстреми | Клима Насау (Међународни аеродром Линден Пиндлинг), елевација: 7 m or 23 ft, 1961-1990 нормале и екстреми |
| Показатељ \ Месец                                                                                         | .Јан. | .Феб. | .Мар. | .Апр. | .Мај. | .Јун. | .Јул. | .Авг. | .Сеп. | .Окт. | .Нов. | .Дец. | .Год. |
| --- | --- | --- | --- | --- | --- | --- | --- | --- | --- | --- | --- | --- | --- |
| Апсолутни максимум, °C (°F)                                                                               | 30,2 (86,4)                                                                                               | 31,5 (88,7)                                                                                               | 31,0 (87,8)                                                                                               | 32,9 (91,2)                                                                                               | 33,5 (92,3)                                                                                               | 34,0 (93,2)                                                                                               | 34,1 (93,4)                                                                                               | 35,0 (95)                                                                                                 | 34,0 (93,2)                                                                                               | 33,2 (91,8)                                                                                               | 32,2 (90)                                                                                                 | 30,4 (86,7)                                                                                               | 35 (95)                                                                                                   |
| Максимум, °C (°F)                                                                                         | 25,2 (77,4)                                                                                               | 25,3 (77,5)                                                                                               | 26,5 (79,7)                                                                                               | 27,7 (81,9)                                                                                               | 29,2 (84,6)                                                                                               | 30,7 (87,3)                                                                                               | 31,7 (89,1)                                                                                               | 31,8 (89,2)                                                                                               | 31,3 (88,3)                                                                                               | 29,7 (85,5)                                                                                               | 27,7 (81,9)                                                                                               | 25,9 (78,6)                                                                                               | 28,56 (83,42)                                                                                             |
| Просек, °C (°F)                                                                                           | 21,1 (70)                                                                                                 | 21,1 (70)                                                                                                 | 22,2 (72)                                                                                                 | 23,4 (74,1)                                                                                               | 25,3 (77,5)                                                                                               | 26,9 (80,4)                                                                                               | 27,9 (82,2)                                                                                               | 27,9 (82,2)                                                                                               | 27,3 (81,1)                                                                                               | 25,9 (78,6)                                                                                               | 23,8 (74,8)                                                                                               | 21,9 (71,4)                                                                                               | 24,56 (76,19)                                                                                             |
| Минимум, °C (°F)                                                                                          | 16,7 (62,1)                                                                                               | 16,9 (62,4)                                                                                               | 17,7 (63,9)                                                                                               | 19,0 (66,2)                                                                                               | 21,0 (69,8)                                                                                               | 22,9 (73,2)                                                                                               | 23,7 (74,7)                                                                                               | 23,8 (74,8)                                                                                               | 23,6 (74,5)                                                                                               | 22,2 (72)                                                                                                 | 20,0 (68)                                                                                                 | 17,7 (63,9)                                                                                               | 20,43 (68,79)                                                                                             |
| Апсолутни минимум, °C (°F)                                                                                | 5,2 (41,4)                                                                                                | 7,7 (45,9)                                                                                                | 7,0 (44,6)                                                                                                | 9,2 (48,6)                                                                                                | 13,1 (55,6)                                                                                               | 15,0 (59)                                                                                                 | 17,9 (64,2)                                                                                               | 18,0 (64,4)                                                                                               | 15,3 (59,5)                                                                                               | 13,3 (55,9)                                                                                               | 10,6 (51,1)                                                                                               | 5,3 (41,5)                                                                                                | 5,2 (41,4)                                                                                                |
| Количина падавина, mm (in)                                                                                | 47,2 (1,858)                                                                                              | 40,3 (1,587)                                                                                              | 39,8 (1,567)                                                                                              | 53,8 (2,118)                                                                                              | 116,3 (4,579)                                                                                             | 232,9 (9,169)                                                                                             | 157,7 (6,209)                                                                                             | 215,9 (8,5)                                                                                               | 171,4 (6,748)                                                                                             | 175,5 (6,909)                                                                                             | 56,6 (2,228)                                                                                              | 51,8 (2,039)                                                                                              | 1.359,2 (53,511)                                                                                          |
| Дани са кишом                                                                                             | 8 | 6 | 6 | 5 | 10 | 15 | 17 | 17 | 17 | 16 | 9 | 8 | 134 |
| Релативна влажност, %                                                                                     | 78,0 | 78,0 | 76,0 | 74,0 | 77,0 | 79,0 | 77,0 | 79,0 | 81,0 | 80,0 | 78,0 | 78,0 | 77,9 |
| Сунчани сати — месечни просек                                                                             | 220,1 | 212,8 | 257,3 | 276,0 | 269,7 | 231,0 | 272,8 | 266,6 | 213,0 | 223,2 | 222,0 | 213,9 | 2.878,4                                                                                                   |
| Сунчани сати — дневни просек                                                                              | 7,1 | 7,6 | 8,3 | 9,2 | 8,7 | 7,7 | 8,8 | 8,6 | 7,1 | 7,2 | 7,4 | 6,9 | 7,88 |
| Извор: NOAA                                                                                               | | | | | | | | | | | | | |

| Јан        | Феб        | Мар        | Апр        | Мај        | Јун        | Јул        | Авг        | Сеп        | Окт        | Нов        | Дец        |
| ---------- | ---------- | ---------- | ---------- | ---------- | ---------- | ---------- | ---------- | ---------- | ---------- | ---------- | ---------- |
| 73 ° 23 °C | 73 ° 23 °C | 75 ° 24 °C | 79 ° 26 °C | 81 ° 27 °C | 82 ° 28 °C | 82 ° 28 °C | 82 ° 28 °C | 82 ° 28 °C | 81 ° 27 °C | 79 ° 26 °C | 75 ° 24 °C |

## Историја
Насау су основали Британци средином 17. века под именом Чарлс Таун, али је име промењено у Насау 1695. у част Вилијама III од Орање-Насауа. Током осамнаестог века био је популарно уточиште за гусаре од којих је најпознатији био Црнобради. Толико популарно да је већина поштених грађана напустила острво. Гусари су у Насау основали Пиратску Републику чији је шеф био Црнобради. Да би повратили ред Британци су послали бившег гусара Вудса Роџерса, кога су поставили за краљевског гувернера, да поврати ред. Роџерс је понудио гусарима опроштај од краља Џорџа I, под условом да престану да буду гусари. Већина су прихватили, али су Црнобради и неколико других одбили. До 1718. већина оних који су одбили су отерани или убијени. И поред кампање против гусара, британска влада је сачувала гусаре који су редовно нападали шпанске и америчке бродове. Због тога су Шпанци више пута нападали Насау током осамнаестог века, напади током којих је град више пута изгорео. Године 1776, град су на кратко освојили амерички револуционари.
Током прохибиције у САД (1919—1934) Насау је био један од центара за кријумчарење вискија. У Насау су се снимали и неки од филмова о Џејмсу Бонду: Операција Гром, Никад не реци никад и Казино Ројал.

## Становништво
| Година       |
| Становништво |
| ------------ |

## Партнерски градови
- Олбани
- Детроит
- Винстон-Сејлем